# Siège d'Antioche
Pour l’article homonyme, voir Siège d'Antioche (homonymie).
Première croisade
Batailles
- Xerigordon
- Civetot
- Nicée
- Dorylée
- Antioche
- Ma'arra
- Jérusalem
- Ascalon

Le premier siège d'Antioche eut lieu du 21 octobre 1097 au 2 juin 1098. Le second siège lui succède lorsque les musulmans tentèrent de reprendre la ville aux croisés et dura du 7 juin au 28 juin 1098.

## Préambule
Antioche avait été prise par les Seldjoukides à l'Empire byzantin peu auparavant, en 1078. Les fortifications byzantines dataient de l'époque de Justinien et avaient récemment été réparées et renforcées. Les Seldjoukides avaient pris la ville par trahison. De fait les murailles étaient restées intactes. Pour avoir déjà combattu les croisés en Anatolie en 1097 et sachant qu'ils approchaient d'Antioche, Yaghi Siyan, gouverneur depuis 1088, demanda sans succès l'aide des États musulmans voisins. Avant l'arrivée des croisés, il fit emprisonner Jean l'Oxite, patriarche orthodoxe d'Antioche, et chassa les populations grecques et arméniennes. Il permit aux citoyens syriens orthodoxes de rester,.

## Arrivée des croisés
Les croisés atteignirent l'Oronte le 20 octobre 1097. Les trois chefs, Godefroy de Bouillon, Bohémond de Tarente et Raymond IV de Toulouse, n'étaient pas d'accord sur ce qu'il convenait de faire. Raymond voulait lancer l'assaut, Godefroy et Bohémond préférant assiéger la ville. Bohémond s'installa au nord-est, face à la porte Saint-Paul. À l'ouest, Raymond plaça son camp face à la porte du Chien, et Godefroy face à la porte du Duc. Au sud, il y avait les tours des Deux Sœurs, et plus loin sur les hauteurs, se dressaient la citadelle et la porte de Fer. Au nord-ouest la porte Saint-Georges n'était pas bloquée par les croisés et continuait d'être utilisée pour ravitailler la ville.

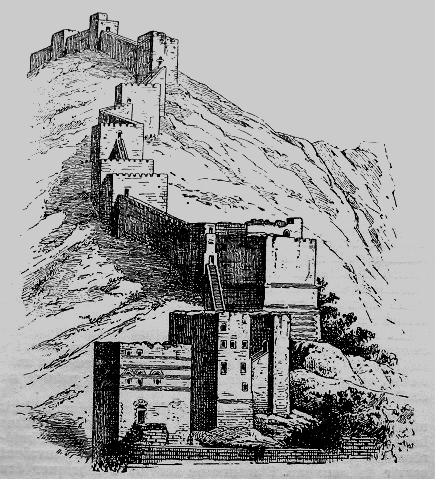
Les remparts d'Antioche sur le mont Silpius pendant les croisades.

## Premier siège
À la mi-novembre, Tancrède, neveu de Bohémond, arriva avec des renforts. Une flotte génoise avait abordé le port de Saint-Syméon, apportant des vivres. Le siège s'éternisa et en décembre Godefroy tomba malade. Les approvisionnements diminuèrent à l'approche de l'hiver. À la fin du mois Bohémond et Robert II de Flandre partirent vers le sud avec 20 000 hommes pour s'approvisionner. En leur absence, Yaghi Siyan tenta une sortie le 29 décembre. Raymond parvint à le repousser, sans réussir à s'emparer de la ville. De leur côté, Bohémond et Robert furent attaqués par l'armée de Duqaq de Damas, qui marchait au secours d'Antioche. Les croisés sortirent vainqueurs, mais ne purent ramener à Antioche que peu de vivres,.
Le mois s'achève sous de sombres présages : la terre trembla le 30 décembre, et il y eut une aurore boréale la nuit suivante. Dans les semaines qui suivirent, les conditions climatiques furent tellement mauvaises et froides, que Duqaq rebroussa chemin sans engager le combat.

### Famine
En raison du manque de nourriture, un homme sur sept et environ 700 chevaux périrent. Si quelques chevaliers moururent de faim, d'autres mangèrent des chevaux. Les chrétiens locaux, ainsi que Siméon, le patriarche orthodoxe de Jérusalem exilé à Chypre, envoyèrent des vivres, mais insuffisamment pour empêcher la famine. Des chevaliers et des soldats désertèrent, parmi lesquels Pierre l'Ermite, qui fut rattrapé et ramené par Tancrède, perdant ainsi son prestige,.

### Cannibalisme
En 1098, l'armée des Francs qui faisait siège d'Antioche était gravement menacée par la famine. Le roi Tafur, un Normand, dont on sait peu de choses quant à l'origine, eut alors l'idée de faire cuire ou rôtir les cadavres des infidèles des lieux. Pire, ses troupes se mirent à écumer les environs, tuant et massacrant des habitants pour pouvoir les dévorer, semant ainsi l'effroi parmi la population. Les troupes de Tafur se montaient à ce moment à plus ou moins dix mille hommes. Ces faits sont attestés dans la Chanson d'Antioche. On se mit bientôt à étriper et vider les soldats turcs. Un horrible festin eut alors lieu sous les remparts de la ville d'Antioche. Tafur avait invité les chevaliers à partager ses agapes mais ceux ci refusèrent. Certains parlent à ce propos d'opération psychologique destinée à effrayer les défenseurs de la ville. Attirés par l'odeur de la chair humaine ainsi grillée, il y eut bientôt 20 000 défenseurs de la ville, incrédules, contemplant du haut des remparts l'abominable repas. Une chronique anonyme de l'époque évoque les pratiques cannibales des Tafurs : « Alors, ils ouvraient les cadavres, parce que, dans leurs ventres, on trouvait des besants cachés. Ou bien, ils en découpaient la chair en morceaux, et ils la faisaient cuire pour la manger ».
Raoul de Caen rapporte dans ses écrits : « À Maarat, les nôtres faisaient bouillir des païens adultes dans des marmites, ils fixaient les enfants sur des broches et les dévoraient grillés ».
Albert d'Aix consigne dans ses chroniques après la bataille de Maarat : « Les nôtres ne répugnaient pas à manger non seulement les Turcs et les Sarrasins tués mais aussi les chiens ».
Bohémond de Tarente, pour se débarrasser des espions « en fît mettre à la broche et rostir plusieurs comme pour viande préparée au souper de lui et des siens ».
Concernant les actes de cannibalisme se référant au siège de Maarat, les chroniqueurs médiévaux n'apportent pas nécessairement les mêmes raisons qui auraient poussé les croisés à l'anthropophagie. La première raison invoquée est en effet la famine et le manque d'accès à de la nourriture, mais certains chroniqueurs contemporains des événements et qui auraient assistés à ces actes tels que Raymond d'Aguilers, rapportent également la dimension de terreur que peut susciter de tels forfaits : « De leur côté, les Sarrasins et les Turcs disaient entre eux : "Qui pourra donc résister à ce peuple, tellement obstiné et cruel que, pendant un an, ni la famine ni le glaive, ni aucun péril n'ont pu le faire renoncer au siège d'Antioche, et que maintenant il se nourrit de la chair humaine ?" »
Mais surtout la mémoire accordée à de tels événements n'est pas similaire suivant le discours que ces dits auteurs souhaitent construire. Les chroniques plus tardives cherchent en outre à atténuer l'ampleur de ces actes, et donner ainsi une vision plus nuancée de la dimension violente de la conquête de la Terre sainte. L'évolution du discours de l'Église est en grande partie responsable de cette volonté de minimiser l'ampleur de la violence des croisades. Ceci s'inscrit dans une tendance à pacifier les pratiques belliqueuses entre seigneurs chrétiens dans l'Occident médiéval. En plus de nuancer les actions des croisés, une autre stratégie utilisée a été d'imputer les actes cannibales à un groupe limité et décharger ainsi le reste des croisés. Dans ce cas les actes ont été attribués aux Tafurs.

### Départ de Tatizius
En février, le général et légat byzantin Tatizius, qui était resté jusque-là auprès des croisés en tant que conseiller et représentant d'Alexis Ier, finit par partir. Selon Anne Comnène, qui a probablement parlé en personne avec le général, les croisés refusaient d'écouter ses conseils et Bohémond l'aurait informé que les autres chefs, le soupçonnant de travailler secrètement pour les Turcs, projetaient de le tuer. Pour ne pas avoir à tenir l'engagement de rendre Antioche à Byzance après sa prise, Bohémond cria à la trahison et à la couardise. Ayant des projets personnels sur la ville, ce fut probablement lui qui organisa la fuite de Tatizius. Godefroy et Raymond ne voulurent pas accéder à ses désirs, mais très populaire dans l'armée, Bohémond finit par avoir gain de cause. Durant ces événements, Yaghi Siyan continuait à demander de l'aide à ses voisins, et une armée sous les ordres de Ridwan arriva d'Alep. Comme Duqaq avant lui, il fut vaincu, à Harrim le 9 février,,.

### Renforts anglais
En mars, conduite par Edgar Atheling, une flotte anglaise partie de Byzance, aborda à Saint-Syméon, apportant du matériel pour construire des machines de siège. Sur la route d'Antioche, un détachement musulman parvint à s'en saisir, avant d'être récupéré par Godefroy. Bien que les croisés prétendissent ne pas avoir reçu une aide directe de Byzance, des machines de siège, ainsi qu'un fort pour bloquer la porte Saint-Georges, toujours utilisée pour ravitailler la ville, furent construits. Enfin le siège commençait à être efficace. L'approvisionnement de la ville était coupé, alors que celui des croisés redevenait suffisant.

### Ambassade fatimide
En avril, une ambassade fatimide arriva d'Égypte, espérant conclure la paix avec les chrétiens, qui étaient, somme toute, les ennemis de leurs propres ennemis : les Seldjoukides. Pierre l'Ermite, parlant arabe, fut envoyé pour entamer les négociations. Les Fatimides, pensant que les croisés étaient simplement des mercenaires, agissant pour le compte des Byzantins, étaient prêts à leur laisser la Syrie s'ils acceptaient de ne pas attaquer la Palestine. Bien que parfaitement acceptable pour l'Égypte et Byzance, les croisés ne pouvaient accepter cet accord qui excluait de leur livrer Jérusalem. Les Fatimides furent toutefois reçus avec hospitalité et reçurent de nombreux présents, pris aux Turcs battus en mars,.

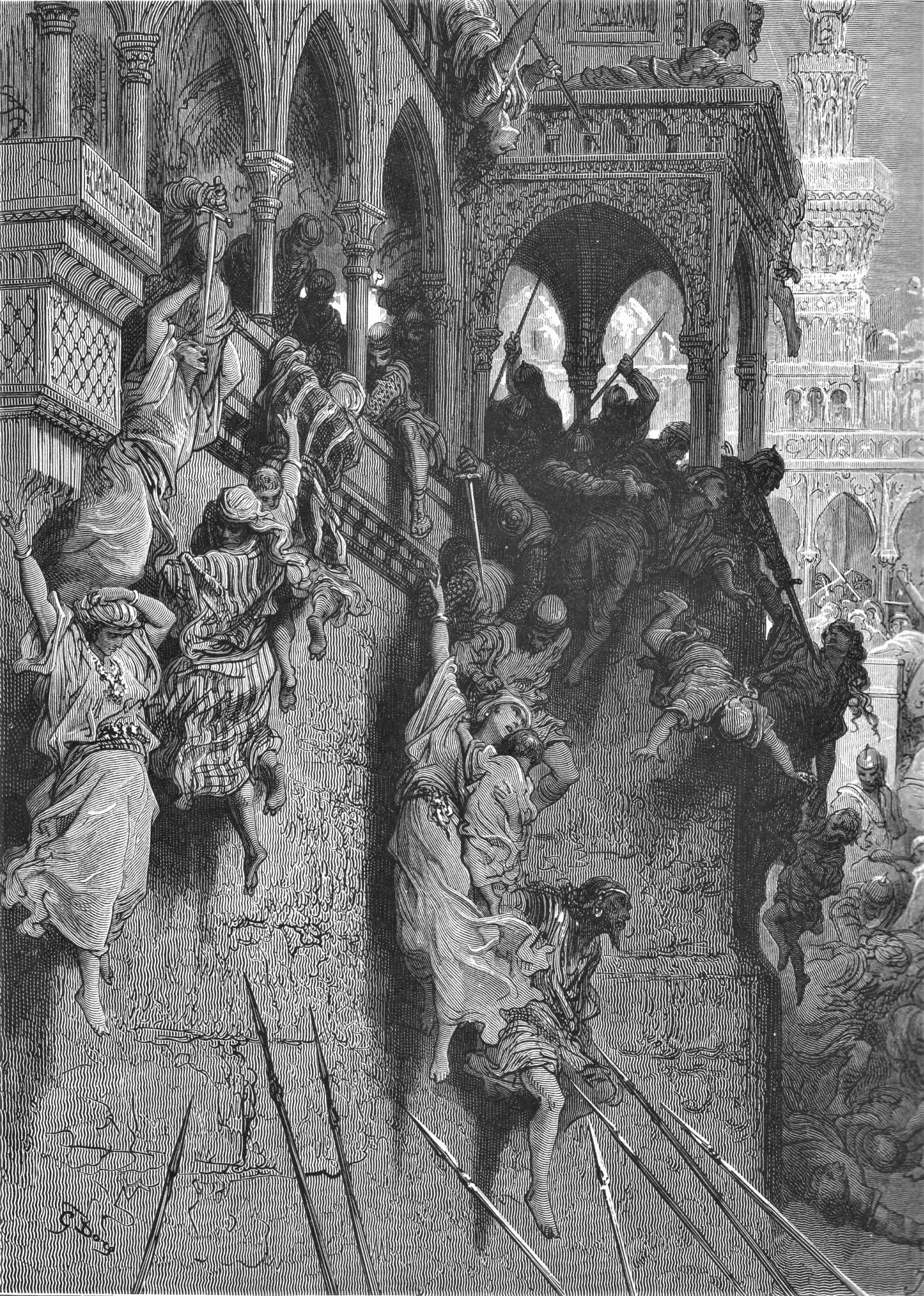
Le massacre d'Antioche, par Gustave Doré.

## Prise d'Antioche
Le siège se poursuivit et à la fin de mai 1098, une armée musulmane sous les ordres de Kerbogha, atabeg de Mossoul, approcha d'Antioche. Cette armée était plus importante que les précédentes. À Kerbogha s'étaient joints Ridwan et Duqaq et son armée incluait aussi des troupes de Perse et de Mésopotamie. Les croisés disposèrent de temps pour les recevoir, car Kerbogha décida de récupérer Édesse, alors occupée depuis 1098 par Baudouin de Boulogne, mais qui tint bon,,.
Les croisés comprirent qu'ils devaient prendre la ville avant l'arrivée de Kerbogha, s'ils voulaient avoir quelques chances de survie. Bohémond établit secrètement le contact avec Firouz, un garde arménien qui dirigeait la tour des Deux Sœurs. Celui-ci, qui avait eu un différend avec Yaghi Siyan, lui promit d'ouvrir les portes de la ville. Bohémond proposa aux autres chefs croisés, de prendre la ville s'ils acceptaient de la lui laisser ensuite. En colère, Raymond rappela que la ville devait être rendue à Alexis, comme ils s'y étaient engagés à Constantinople en 1097, mais Godefroy, Tancrède et Robert, jugeant la situation désespérée, acceptèrent,,.
Cependant, le 2 juin, Étienne II de Blois et d'autres croisés désertèrent l'armée. Plus tard le même jour, Firouz demanda à Bohémond de feindre d'aller au-devant de l'armée de Kerbogha et de faire demi-tour la nuit. Ce fut fait, Firouz donna accès à la tour qu'il gardait au groupe d'hommes commandé par Bohémond. Les chevaliers croisés, au moyen d'échelles, escaladèrent les remparts et ouvrirent les portes. Ils furent rejoints par les chrétiens orientaux restant dans la ville qui ouvrant d'autres portes, participèrent aux combats contre la garnison turque. Totalement débordés, les Seldjoukides furent massacrés. Des méprises se produisirent lors des combats du fait que les chrétiens orientaux portaient un costume proche de celui des musulmans et des chrétiens orientaux furent tués par les croisés notamment le propre frère de Firouz. Yaghi Siyan fut pris par des chrétiens syriaques en dehors de la ville. Il fut décapité et sa tête apportée à Bohémond,,. Les chroniqueurs chrétiens décrivent les massacres et les viols après la prise de la ville, et les rues « engorgées de cadavres »,.

## Second siège
Au soir du 3 juin, les croisés contrôlaient la ville, excepté la citadelle qui restait entre les mains de Shams ad-Daulah, le fils de Yaghi Siyan. Jean l'Oxite fut réinstallé comme patriarche d'Antioche par Adhémar de Monteil, le légat du pape, qui souhaitait conserver des bonnes relations avec Byzance, et particulièrement parce que Bohémond revendiquait la ville pour lui-même. Cependant, la ville n'avait que peu de vivres, et l'armée de Kerbogha était en route. Celui-ci arriva seulement deux jours plus tard. Il essaya, en vain, de prendre la ville le 7 juin, et le 9 juin il établit à son tour un siège autour de la ville,.
Beaucoup de croisés avaient déserté avant l'arrivée de Kerbogha et rejoint Étienne de Blois à Tarse. Étienne avait vu l'armée musulmane s'établir autour d'Antioche et assurait que tout espoir était perdu, et les déserteurs confirmèrent ses dires. En route pour Constantinople, il croisa Alexis, qui envoyait de l'aide aux croisés, et l'assura que les croisés survivants étaient voués à la mort et comme Alexis apprit de Pierre d'Alipha qu'il y avait une troupe Seldjoukide proche en Anatolie, ils décidèrent de revenir à Constantinople plutôt que de risquer une bataille,.

### Découverte de la Sainte Lance

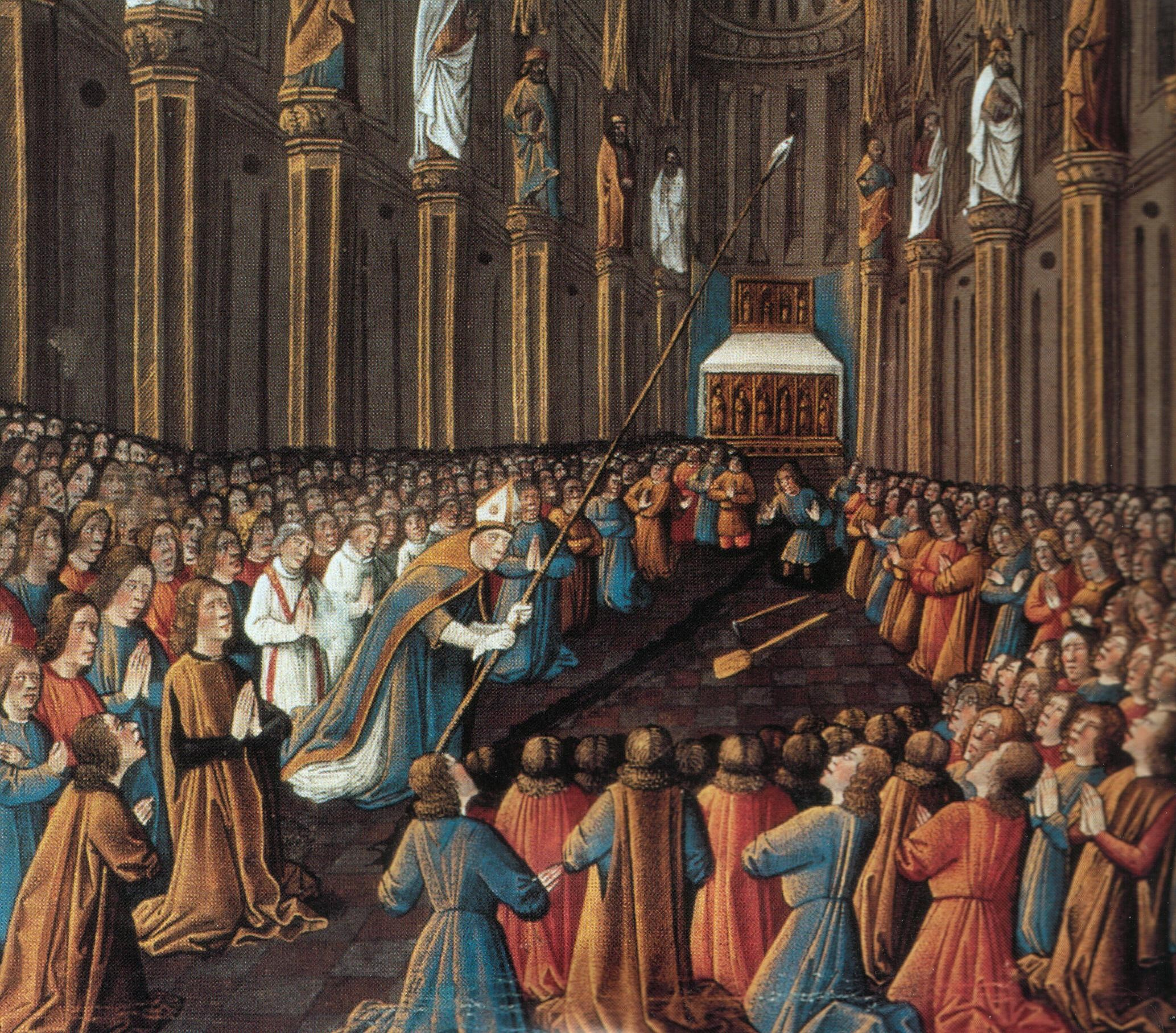
Découverte de la sainte Lance. Passages d'outremer, f.67v.

Le 10 juin, un obscur moine du nom de Pierre Barthélémy prétendit avoir eu des visions de saint André, qui lui révélait que la Sainte Lance se trouvait dans la ville. Les croisés affamés avaient souvent des visions et un autre moine du nom d'Étienne de Valence parla lui aussi de visions du Christ et de la Vierge Marie. Le 14 juin, un météore fut aperçu en train de tomber dans le camp ennemi, ce qui fut perçu comme un bon présage. Bien qu'Adhémar soit sceptique, car il avait vu une relique de la Sainte Lance à Constantinople, Raymond crut Pierre. Raymond, Raymond d'Aguilers, Guillaume d'Orange et d'autres commencèrent à creuser dans la cathédrale Saint-Pierre, et quand ils l'eurent vidée, Pierre descendit dans le puits et remonta avec une pointe de lance. La Sainte Lance fut remise entre les mains de Raymond, comte de Toulouse. Raymond le prit comme un signe de Dieu et se prépara au combat. Pierre eut une autre vision dans laquelle Saint André demandait aux croisés de jeûner pendant cinq jours (bien qu'ils soient déjà affamés), après quoi ils seraient victorieux,.
Bohémond était sceptique sur la Sainte-Lance, mais sa découverte avait remonté le moral des croisés. Il est possible que Pierre relatât ce que Bohémond désirait, plutôt que ce que saint André désirait. Bohémond savait, par des espions, que l'armée de Kerbogha était divisée entre plusieurs factions, et qui ne formerait pas un ensemble coordonné pendant la bataille. Le 27 juin, Bohémond envoya Pierre l'Ermite en pourparlers avec Kerbogha, mais tous savaient que la bataille était inévitable. Bohémond divisa ses forces en six divisions : il en commanda une, et les cinq autres furent commandées par Hugues de Vermandois et Robert de Flandre, Godefroy de Bouillon, Robert de Normandie, Adhémar de Monteil, Tancrède et Gaston IV de Béarn. Raymond qui tomba malade, resta pour garder la citadelle qui était maintenant aux mains d'Ahmed Ibn Merwan, un agent de Kerbogha,,.

## Bataille d'Antioche
Le lundi 28 juin, les croisés sortirent d'Antioche. La surprise du chef de l'armée turque, Kerbogha, fut telle qu'il resta un bon moment cloué sur place ; lui qui s'attendait voir sortir un « seul petit bataillon au moral complètement abattu », quelle ne fut pas sa surprise d'en voir sortir en trombe non pas un mais six bataillons en excellente condition et que c'étaient eux qui menaient l'attaque ; il en restait ébahi, incapable de réagir tant leur sortie était foudroyante, redoutable et massive.
Emmenés par le très fougueux Anselme II d'Ostrevent, seigneur de Ribemont, au lieu de se mettre en ligne pour un dernier combat, Kerbogha vit soudainement suivre non pas une petite bande mais un premier bataillon, celui d'Hugues Ier de Vermandois, suivi de Raymond d'Aguilers qui portait la Sainte Lance, puis un autre, etc.
Kerbogha, contre l'avis de ses généraux, avait fait l'erreur de préférer attendre pour attaquer ensuite en bloc un unique bataillon et pouvoir se délecter de les voir se faire tailler en pièces. L'énorme erreur du Turc était d'en avoir très fortement sous-estimé le nombre. Il tentera bien d'attirer les croisés en terrain rocheux, afin que ses archers en criblent les premiers rangs de flèches. Un détachement les attaqua sur leur aile gauche, non protégée, mais Bohémond constitua rapidement une septième division qui les prit à revers.
Les Turcs leur infligèrent bien de nombreuses pertes parmi lesquelles le porte étendard d'Adhémar de Monteil. Kerbogha fit même mettre le feu à la prairie face aux croisés. Mais rien ne les découragera, mus par l'idée que saint Georges, saint Démétrios et saint Maurice combattaient à leur côté. Les premiers croisés atteignaient déjà la garde de Kerbogha, quand Duqâq de Damas s'enfuit avec les renforts qu'il amenait à Kerbogha. La plupart des Turcs paniquèrent et bientôt, toute l'armée musulmane battit en retraite,,.

## Conséquences
Comme Kerbogha fuyait, la citadelle se rendit, mais à Bohémond plutôt qu'à Raymond. Comme prévu, Bohémond réclama la ville pour son compte, bien qu'Adhémar et Raymond s'y opposassent. Hugues de Vermandois et Baudouin de Hainaut furent envoyés à Constantinople, mais Baudouin fut tué dans une embuscade. Cependant, Alexis ne fut pas intéressé d'envoyer un détachement pour réclamer la cité aussi tardivement dans l'été. À Antioche, Bohémond plaida qu'Alexis avait déserté la croisade et que cela invalidait les serments. Les Français du Nord, les Provençaux du Sud de la France et les Normands d'Italie se considéraient comme trois peuples distincts et chacun voulait augmenter son influence, causant des frictions, mais l'ambition personnelle fut aussi une source de friction,.
Bientôt une épidémie, probablement de typhus, se déclara, et le légat Adhémar mourut le 1er août. En septembre, les chefs de la croisade écrivirent à Urbain II, lui demandant de prendre personnellement le contrôle d'Antioche, mais celui-ci refusa. Le reste de l'année fut passée à prendre le contrôle de la région autour d'Antioche, bien qu'ils n'avaient que peu de chevaux, et que les paysans musulmans refusaient de les approvisionner. Les chevaliers et les soldats commencèrent à demander de poursuivre leur route vers Jérusalem. Finalement Raymond prit la tête de la croisade, laissant la principauté d'Antioche à Bohémond,.
Le siège d'Antioche devint rapidement légendaire, et au XIIe siècle fut le sujet d'une chanson de geste, la chanson d'Antioche.

## Représentation dans les arts et la culture

### Jeu vidéo
- Le second siège d'Antioche face à l'armée de Kerbogha fait l'objet du quatrième scénario de la campagne sicilienne d'Age of Empires II: DE.